# Kraguj (Pakrác)
Kraguj falu Horvátországban Pozsega-Szlavónia megyében. Közigazgatásilag Pakráchoz tartozik.

## Fekvése
Pozsegától légvonalban 36, közúton 50 km-re, községközpontjától légvonalban 3, közúton 5 km-re keletre, Nyugat-Szlavóniában, a Psunj-hegység nyugati részén, a Kragujevica-patak völgyében fekszik.

## Története
A 17. század végétől a török kiűzése után a területre folyamatosan telepítették be a keresztény lakosságot. 
Kragujt délről érkezett pravoszláv vlachok alapították. Az első katonai felmérés térképén „Dorf Sudar vel. Kragulj” néven találjuk. Lipszky János 1808-ban Budán kiadott repertóriumában „Kraguje” néven szerepel. Nagy Lajos 1829-ben kiadott művében „Kragnye” néven összesen 55 házzal, 352 ortodox vallású lakossal találjuk.
A településnek 1857-ben 268, 1910-ben 394 lakosa volt. 1910-ben a népszámlálás adatai szerint lakosságának 98%-a szerb, 2%-a magyar anyanyelvű volt. Pozsega vármegye Pakráci járásának része volt. Az első világháború után 1918-ban az új szerb-horvát-szlovén állam, majd később (1929-ben) Jugoszlávia része lett. 1991-ben lakosságának 95%-a szerb nemzetiségű volt. A délszláv háború során a település kezdettől fogva szerb ellenőrzés alatt állt. 1991. december 24. és 29. között tartó harcokban, az „Alfa” akció keretében foglalta vissza a horvát hadsereg. A lakosság nagy része elmenekült. 2011-ben 77 lakosa volt.

## Lakossága
| Lakosság változása | Lakosság változása | Lakosság változása | Lakosság változása | Lakosság változása | Lakosság változása | Lakosság változása | Lakosság változása | Lakosság változása | Lakosság változása | Lakosság változása | Lakosság változása | Lakosság változása | Lakosság változása | Lakosság változása | Lakosság változása |
| ------------------ | ------------------ | ------------------ | ------------------ | ------------------ | ------------------ | ------------------ | ------------------ | ------------------ | ------------------ | ------------------ | ------------------ | ------------------ | ------------------ | ------------------ | ------------------ |
| 1857               | 1869               | 1880               | 1890               | 1900               | 1910               | 1921               | 1931               | 1948               | 1953               | 1961               | 1971               | 1981               | 1991               | 2001               | 2011               |
| 268                | 268                | 285                | 304                | 371                | 394                | 385                | 391                | 337                | 311                | 300                | 224                | 180                | 176                | 91                 | 77                 |